# جوزيف ريمي
جوزيف ريمي (23 سبتمبر 1906 – القرن الـ20) هو ملاكم بلجيكي راحل، مثّل بلاده في الألعاب الأولمبية الصيفية 1924.

## روابط خارجية
جوزيف ريمي على موقع أوليمبيديا (الإنجليزية)